# 乙醇钽
乙醇钽是有机金属化合物，分子式为Ta2(OC2H5)10，通常缩写为Ta2(OEt)10。它是无色固体，可溶于一些有机溶剂，但容易水解。它可用来制备五氧化二钽薄膜。

## 结构
钽(V)的醇盐通常以二聚体存在，含有八面体的六配位钽中心。之后晶体学分析表明，甲醇铌和异丙醇铌都呈双八面体结构。就几何结构而言，溶液中Ta2(OEt)10分子的十个乙氧基配体构成一对八面体，与位于中心的两个钽原子有一条公共边。就成键形式而言，每个钽中心都被四个单齿配体和两个桥接乙氧基配体以八面体结构包围。桥接乙氧基的氧原子各自与两个钽中心键合，而这两个配体在配位域内对彼此呈顺式结构。化学式[(EtO)4Ta(μ-OEt)]2详细展示这种二聚体结构，但简化化学式较常用。

## 制备

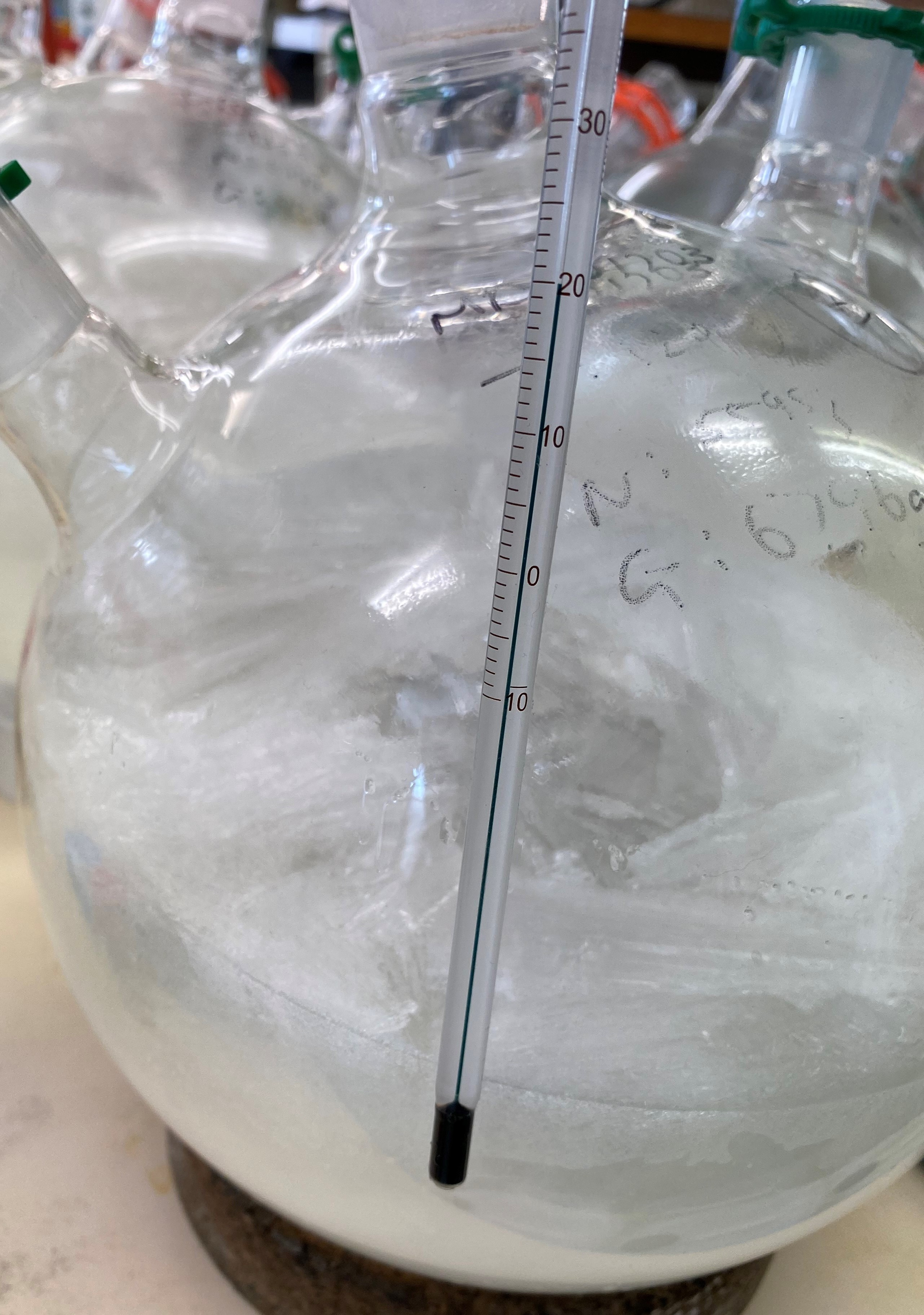
5 kg蒸馏纯乙醇钽。它在20 °C下是固体。

已知乙醇钽有几种制备方法。五氯化钽的复分解反应一般最可靠。五氯化钽（Ta2Cl10）是良好的起点。为避免生成混合的氯化物-乙醇盐物种，人们会添加氨等的碱，以捕获释出的HCl：
10 EtOH + Ta2Cl10 + 10 NH3 → Ta2(OEt)10 + 10 NH4Cl
另一种方种是使用碱金属醇盐的复分解反应：
10 NaOEt + Ta2Cl10 → Ta2(OEt)10 + 10 NaCl
该化合物也可以用电化学方式制备。该反应的两个半方程和总方程是：
阴极：2 EtOH + 2 e− → 2 EtO− + H2
阳极：Ta → "Ta5+" + 5 e−
总方程式：2 Ta + 10 EtOH → 2 "Ta5+" + 10 EtO− + 5 H2 → Ta2(OEt)10 + 5 H2
俄罗斯已采用这种电化学方法，以商业规模生产乙醇钽。该化合物也可以通过钽金属与乙醇的直接反应制备，总方程式与上述电化学方法的相同。
自1970年代以来，德国拜耳公司一直在勒沃库森生产乙醇钽，但在公司解体后，生产转移到了贺利氏。同时，1974年，Inorgtech（现MultiValent）在英国剑桥开始生产乙醇钽。两个途径都涉及金属氯化物与醇在溶剂存在下的直接反应，产品的纯度为99.999%以上。

## 反应
钽醇盐最重要的反应是水解作用，生产氧化钽薄膜和凝胶。虽然这些反应很复杂，但生产五氧化二钽薄膜的水解作用可以用以下简化方程式描述：
Ta2(OC2H5)10 + 5 H2O → Ta2O5 + 10 C2H5OH
乙醇钽的光学涂层可以经过低压化学气相沉积法生产：在低至1.33 mPa和700 °C，首先让四乙氧基硅烷（Si(OEt)4）或二叔丁氧基二乙酰氧基硅烷（Si(OC(CH3)3)2(OOCCH3)2）分解，使反应物沉积所需深度的二氧化硅薄膜，然后往沉积物引入乙醇钽。与乙醇铌的情况一样，乙醇盐前体受热会分解，生成氧化层，同时释出二乙醚：
Ta2(OEt)10 → Ta2O5 + 5 Et–O–Et
热裂解还会经过化学气相沉积法，生产五氧化二钽薄膜。在这里，乙醇钽会被完全氧化，生成二氧化碳和水蒸气：
Ta2(OC2H5)10 + 30 O2 → Ta2O5 + 20 CO2 + 25 H2O
无定形五氧化二钽薄膜也可以通过原子层沉积或脉冲化学气相沉积技术制备，其中乙醇钽和五氯化钽会被交替使用。在接近450 °C，所生产的薄膜的折射率和电容率性质与经传统方法生产的相近。制备薄膜时会释出氯乙烷：
Ta2(OC2H5)10 + Ta2Cl10 → 2 Ta2O5 + 10 C2H5Cl
溶胶凝胶技术还会经过类似的化学方法生产五氧化二钽薄膜。已知有使用乙醇钽生产层状钙钛矿材料的溶胶凝胶路线。

## 应用
乙醇钽主要用来制备五氧化二钽薄膜材料，方法包括过化学气相沉积、原子层沉积和溶胶凝胶。这些材料有半导体、电致变色、和光学应用。
五氧化二钽薄膜有许多用途，包括用作折射率高达2.039的光学薄膜，以及用作动态随机存取存储器和半导体场效应管中的薄膜介电材料。选择这些材料的制备方法取决于所需的特性。直接水解适用于会残留水或使用高温干燥的情况。经过水解形成自组装单层，然后将其高温退火，这种位点选择性沉积法可以产生微图案。化学气相沉积可以让薄膜厚度得到纳米尺度的控制，对某些应用是必不可少的。直接热裂解对光学应用很方便，其中光损失因吸收而低的透明材料非常重要，而且它还用来制备氮化物只读存储器。电致变色是某些材料在外加电力时改变颜色的特性，是智能玻璃的运作方式。由乙醇钽水解生产的薄膜已用来制备适用于电致变色应用的无定形五氧化二钽薄膜。
混合金属薄膜也可以用这种化合物制备。例如，钽酸锂（LiTaO3）薄膜因非线性光学特性而备受青睐，其制备方法是首先让乙醇钽与二叔戊酰基甲酸锂（LiCH(COC(CH3)3)2）反应，以制备适用于有机金属化学气相沉积法（一种化学气相沉积法）的前体。此外，钽酸锶（Sr(TaO3)2）薄膜可以通过原子层沉积方法制备，它们的特性也得到研究。
乙醇钽与羧酸缩合，生成氧代醇盐-羧酸盐，例如Ta4O4(OEt)8(OOCCH3)4。此类化合物的Ta4O4核形成立方烷簇合物。